# Seregélyfélék

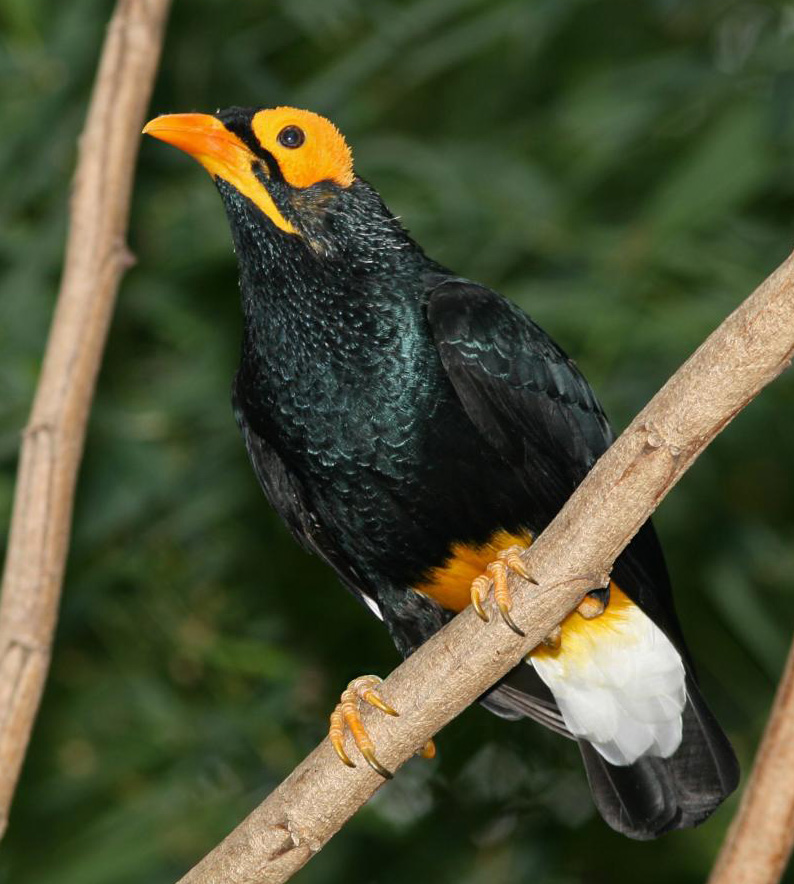
aranyarcú majna (Mino dumontii)

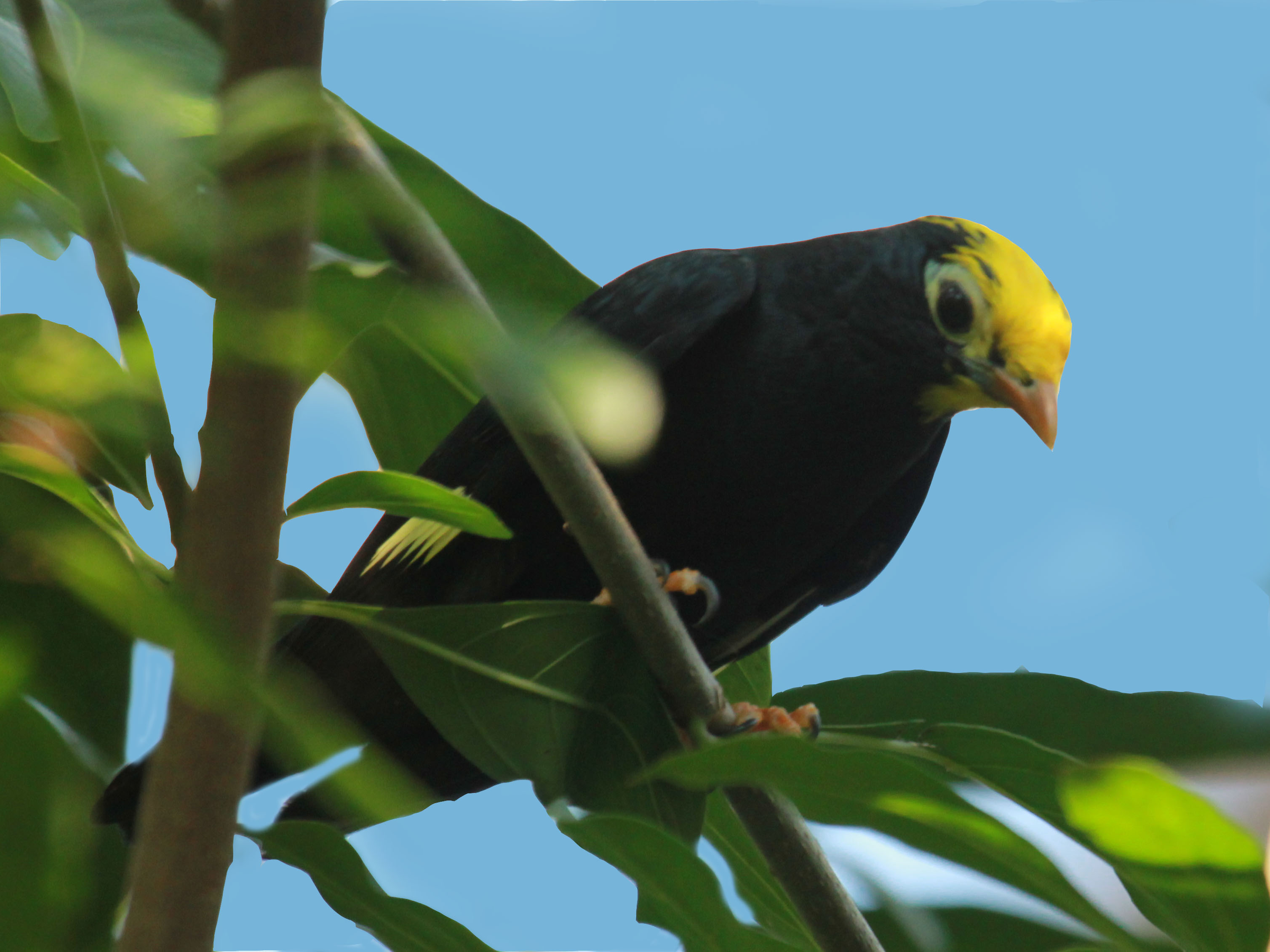
koronás majna (Ampeliceps coronatus)

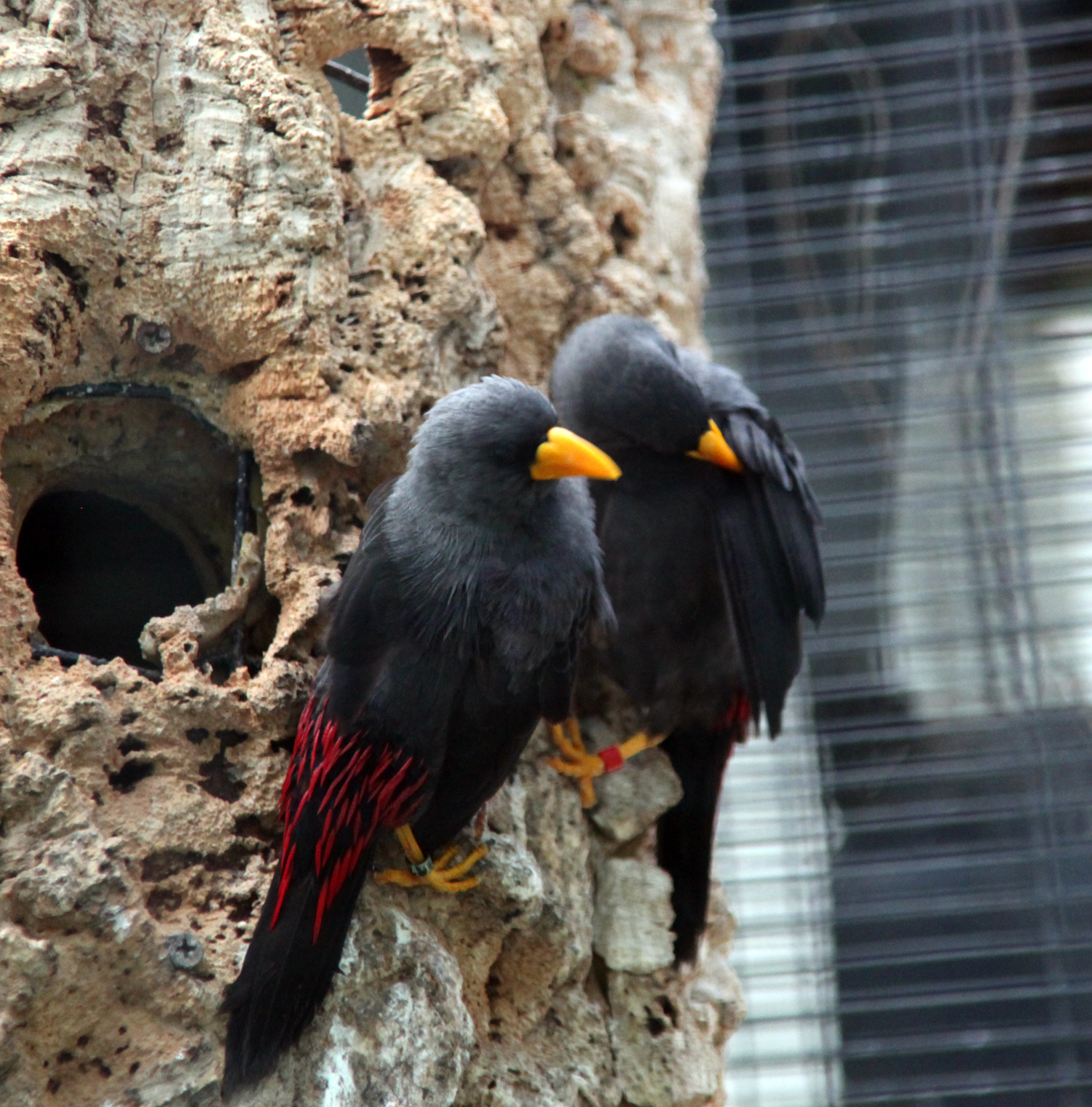
vastagcsőrű seregély (Scissirostrum dubium)

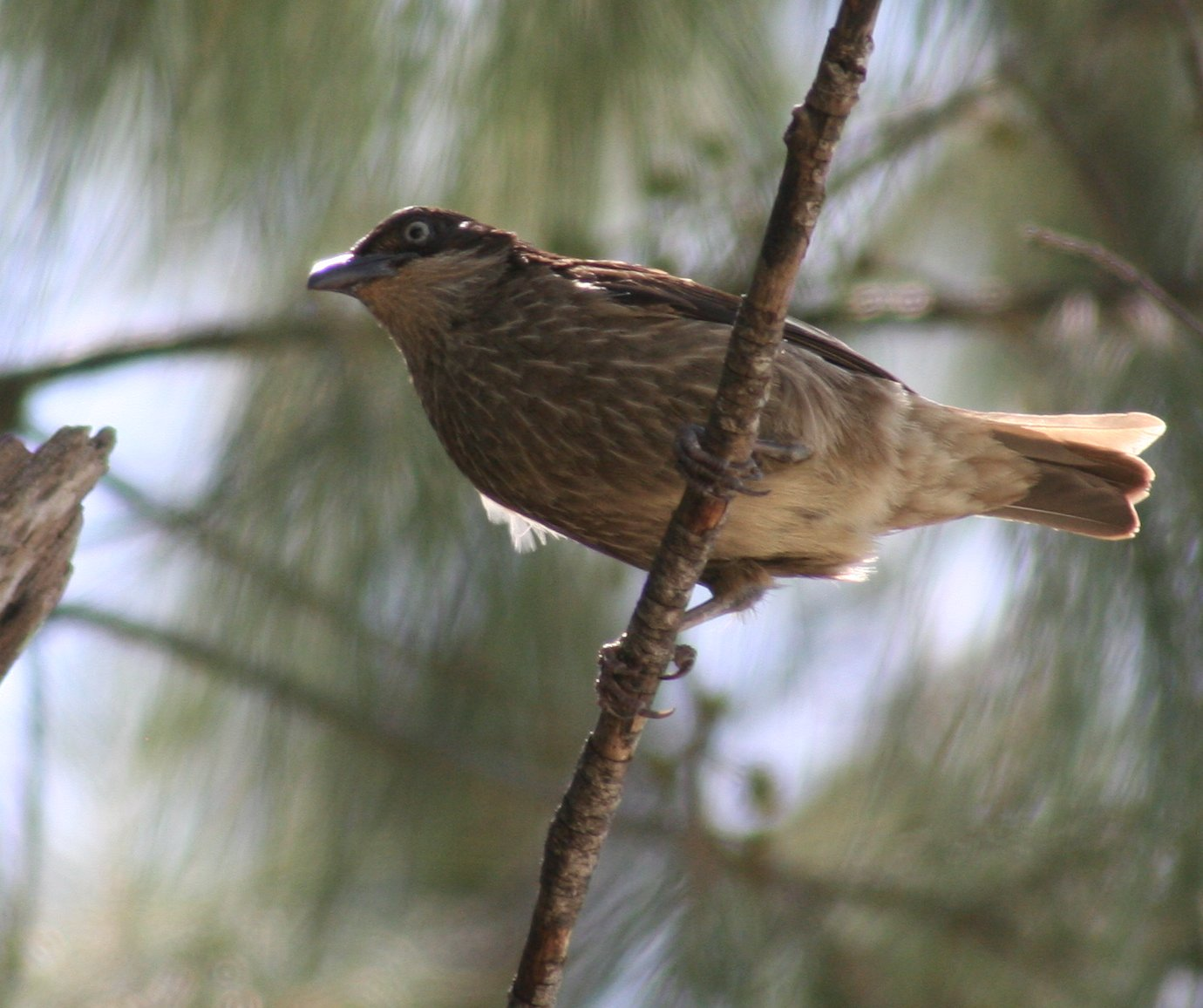
Déltengeri énekesseregély (Aplonis tabuensis)

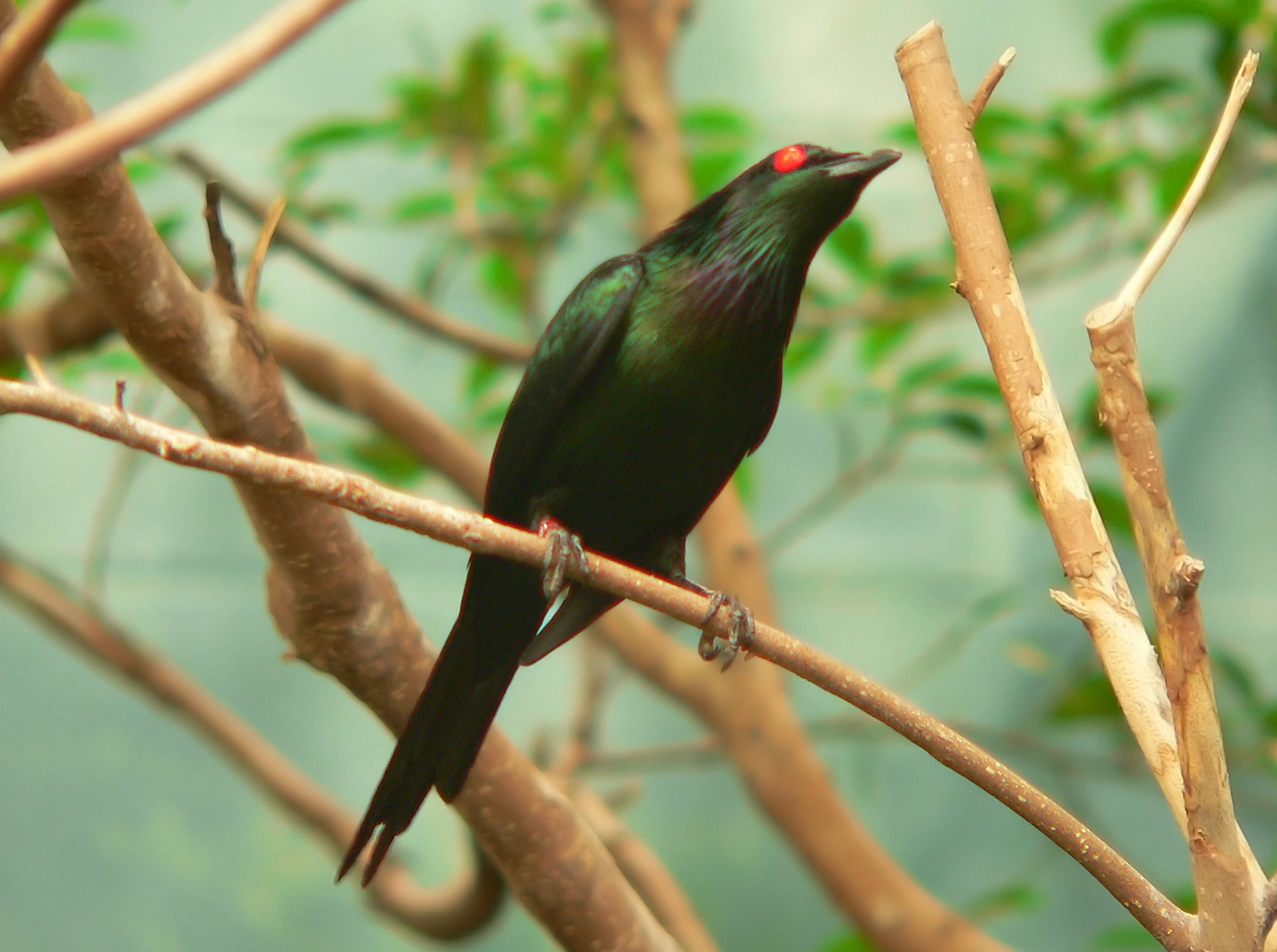
Fémes énekesseregély (Aplonis metallica)

A seregélyfélék (Sturnidae) a madarak osztályának verébalakúak (Passeriformes) rendjébe tartozó család. 37 nem és 123 faj tartozik a családba.

## Rendszerezés
A seregélyfélék rendszerezése nemrég nagyobb változásokon ment át. Korábban a családot csak két alcsaládra bontották, a nyűvágókat magában foglaló Buphaginae alcsaládot elkülönítették az összes többi fajt magában foglaló seregélyformáktól (Sturninae). A seregélyfélék családját is érintő taxonómiai munkájuk során Lovette és Rubenstein taxonómusok 2007-ben a nyűvágókat család szintre emelték és a két odatartozó faj számára létrehozták a nyűvágófélék (Buphagidae) családot.
Ugyanekkor a korábban a fakuszfélékhez (Certhidae) tartozó, majd 2004-ben különálló család szintjére emelt barkósfakuszfélék (Rhabdornithidae) családját beolvasztották a seregélyfélék közé. Főleg ez utóbbi nem talált osztatlan egyetértésre a rendszerezők körében, sokan ma is különálló családként kezelik az oda tartozó három fajt.
A seregélyfélék családját tovább bontották két alcsaládra, melyek egymástól független evolúciós utat jártak be. A beóformák alcsaládja (Graculinae) délkelet-ázsiai és óceániai fajokat foglal magába. Amennyiben a barkósfakuszok beolvasztását a seregélyfélék közé elfogadjuk, úgy azok alkotják az egyik nemzetséget (Rhabdornithini), míg az összes többi faj a másikat (Graculini).
A seregélyformák (Sturninae) alcsaládja afrikai és eurázsiai fajokat foglal magába és négy nemzetségre osztható tovább. Ezek az eurázsiai seregélyek és majnák (Sturnini); a csupán két fajt, az ametiszt fényseregélyt (Cinnyricinclus leucogaster) és a madagaszkári seregélyt (Hartlaubius aurata) magában foglaló (Cinnyricinclini); az Onychognathus nem 11 faját magában foglaló (Onychognathini); és az afrikai fényseregélyeket tömörítő (Lamprotornini).
Az egyes nemekben is történtek változások. A Sturnini nemzetségben a sokáig gyűjtőnemként funkcionáló Sturnus-ból leválasztásra kerültek a Pastor, Gracupica, Agropsar, Sturnornis, Sturnia (régebbi nevén Temenuchus), és a Spodiopsar nemek. A korábban szintén oda sorolt burmai seregély (Sturnus burmannicus) és a feketeszárnyú seregély (Sturnus melanopterus) áthelyezésre kerültek az Acridotheres nembe.
Továbbá a Hartlaubius nem leválasztva lett a Saroglossa nemről és a Notopholia valamint a Hylopsar nemeket elkülönítették a Lamprotornis nemből. Ugyanakkor a Spreo, a Coccycolius és a Cosmopsarus nemet beolvasztották a Lamprotornis nembe.
A két régen kihalt nemet, a Fregilupus-t és a Necropsar-t a Sturnini nemzetségbe sorolták, mivel valószínűsíthető, hogy ezek a fajok is inkább az eurázsiai fajokkal álltak közelebbi rokonságban, mint az afrikai fényseregélyekkel.
A családba az alábbi nemek és fajok tartoznak:

### Beóformák(Graculinae)alcsaládja
A beóformák alcsaládjába az alábbi nemek tartoznak:
- Rhabdornis – 4 faj
- Basilornis  – 3 faj
- Goodfellowia – 1 faj
- Sarcops – 1 faj
- Streptocitta  – 2 faj
- Mino – 3 faj
- Ampeliceps – 1 faj
- Gracula – 5 faj
- Enodes – 1 faj
- Scissirostrum – 1 faj
- Aplonis – 24 faj

### Seregélyformák(Sturninae)alcsaládja

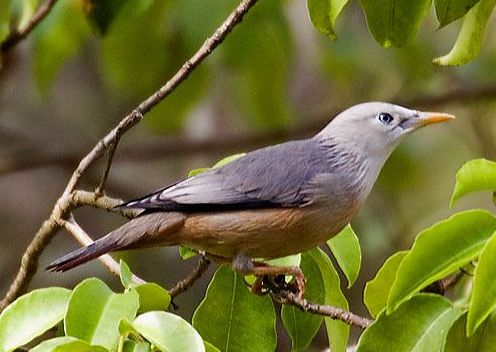
Szürkefejű seregély (Sturnus malabaricus)

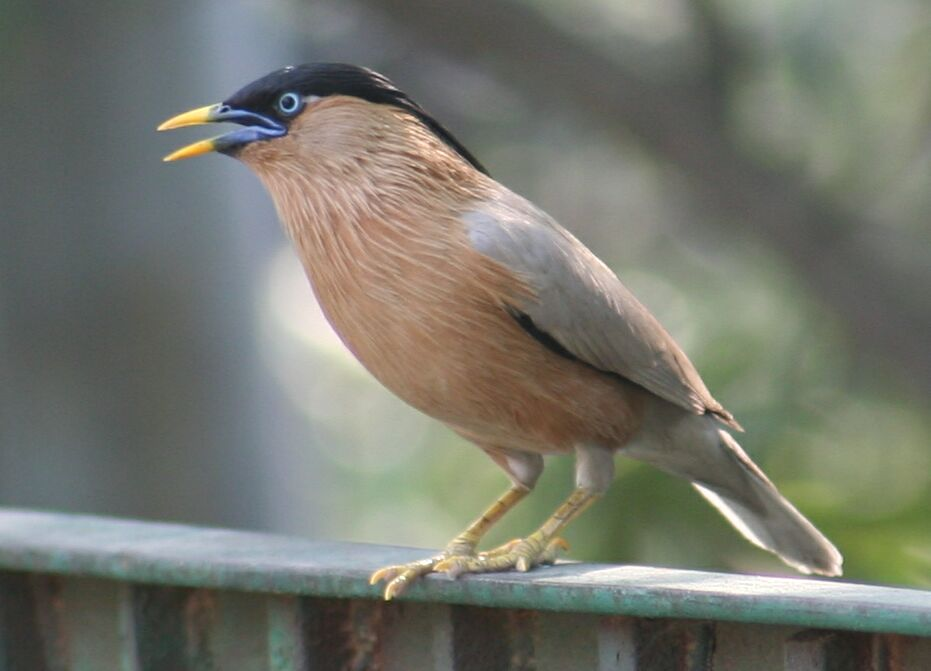
Pagodaseregély (Sturnus pagodarum)

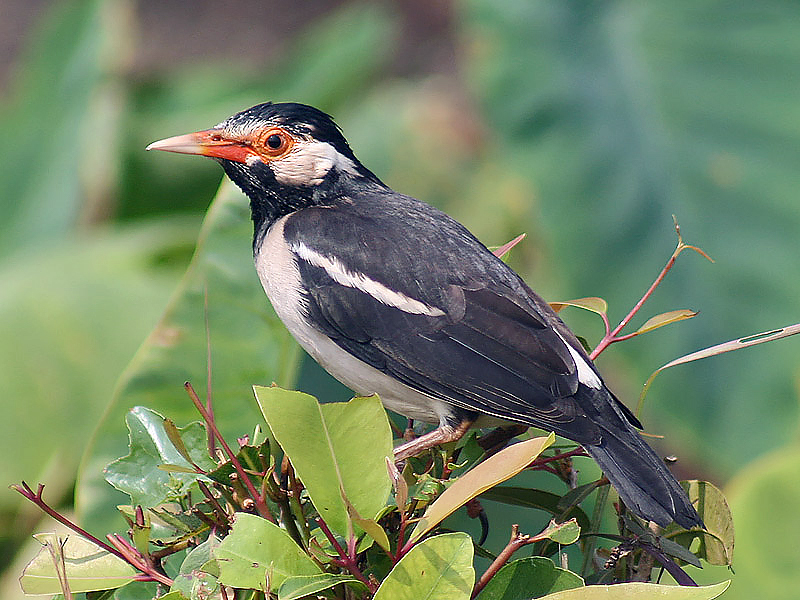
Szarkaseregély (Sturnus contra)

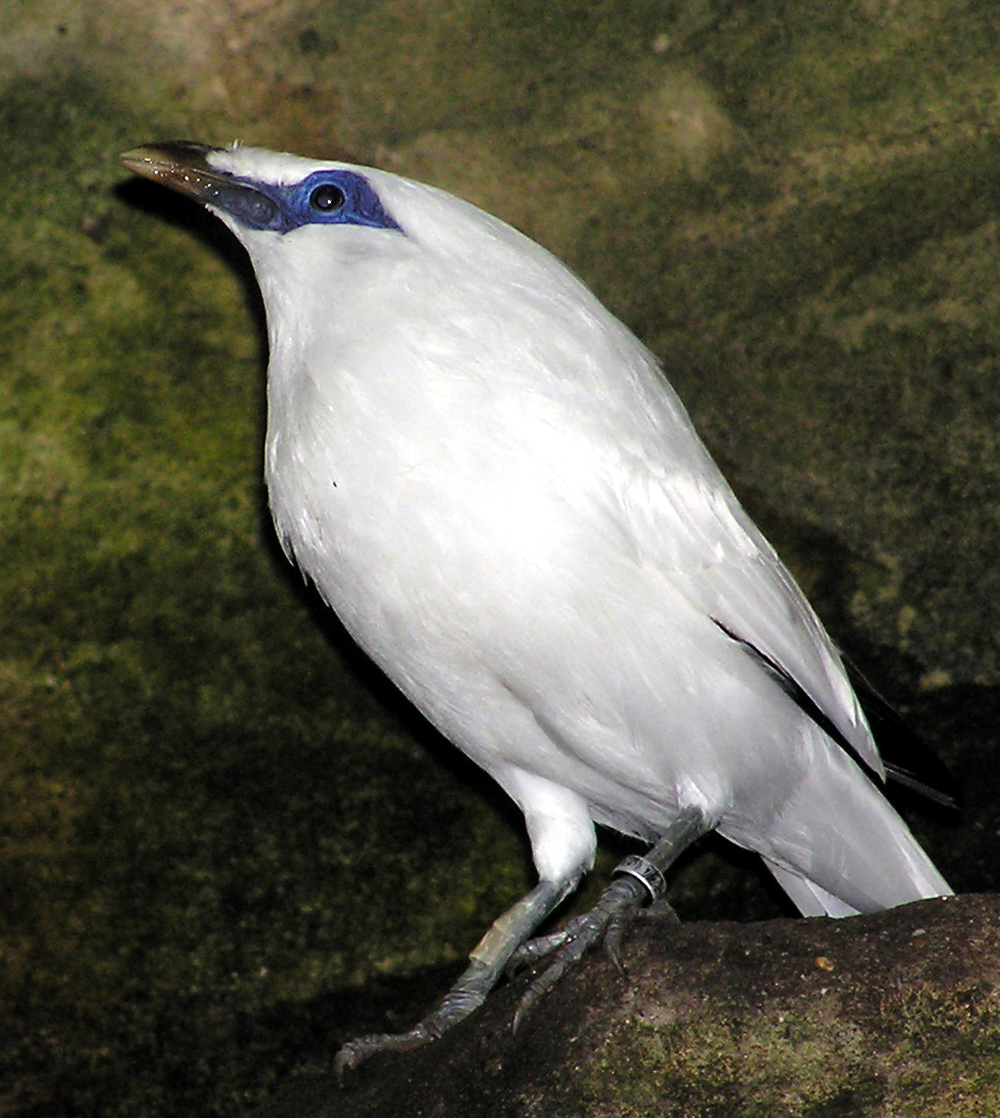
Bali-seregély (Leucopsar rothschildi)

A seregélyformák alcsaládjába 4 nemzetség, 27 nem és 81 faj tartozik.

#### Sturnini nemzetség
Az eurázsiai seregélyeket magában foglaló Sturnini nemzetségbe 12 nem és 29 faj tartozik.
- Sturnus (Linnaeus, 1847) – 2 faj
  - seregély (Sturnus vulgaris)
  - egyszínű seregély (Sturnus unicolor)

- Creatophora (Lesson, 1847) – 1 faj
  - lebenyes seregély (Creatophora cinerea)

- Pastor – 1 faj
  - pásztormadár (Pastor roseus), régebben (Sturnus roseus)

- Gracupica – 4 faj

- Agropsar – 2 faj
  - bíborhátú seregély (Agropsar sturninus), régebbi nevén (Sturnus sturninus)
  - Fülöp-szigeteki seregély (Agropsar philippensis), régebbi nevén (Sturnus philippensis)

- Sturnornis – 1 faj
- Leucopsar  – 1 faj
- Fregilupus – 1 kihalt faj
- Necropsar – 1 kihalt faj
- Sturnia – 4 faj
- Spodiopsar – 2 faj
  - vöröscsőrű seregély (Spodiopsar sericeus), régebbi nevén (Sturnus sericeus)
  - szürke seregély (Spodiopsar cineraceus), régebbi nevén (Sturnus cineraceus)

- Acridotheres (Vieillot, 1816) – 10 faj

#### Cinnyricinclini nemzetség
A Cinnyricinclini nemzetségbe 2 nem és 2 faj tartozik.
- Hartlaubius – 1 faj
  - madagaszkári seregély (Hartlaubius aurata), régebbi nevén (Saroglossa aurata)

- Cinnyricinclus (Lesson, 1830) – 1 faj
  - ametiszt fényseregély (Cinnyricinclus leucogaster)

#### Onychognathini nemzetség

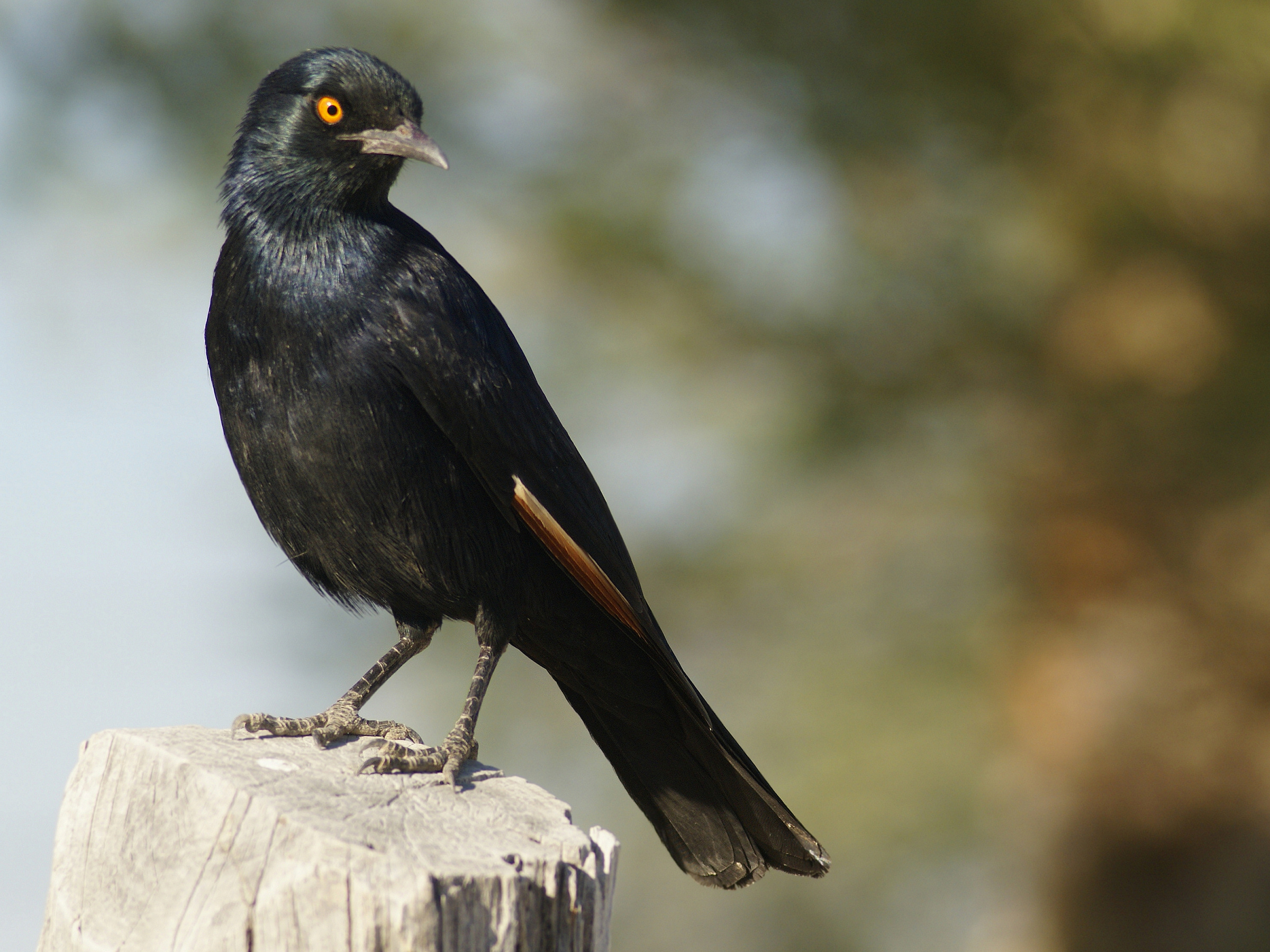
Fakószárnyú dalosseregély (Onychognathus nabouroup)

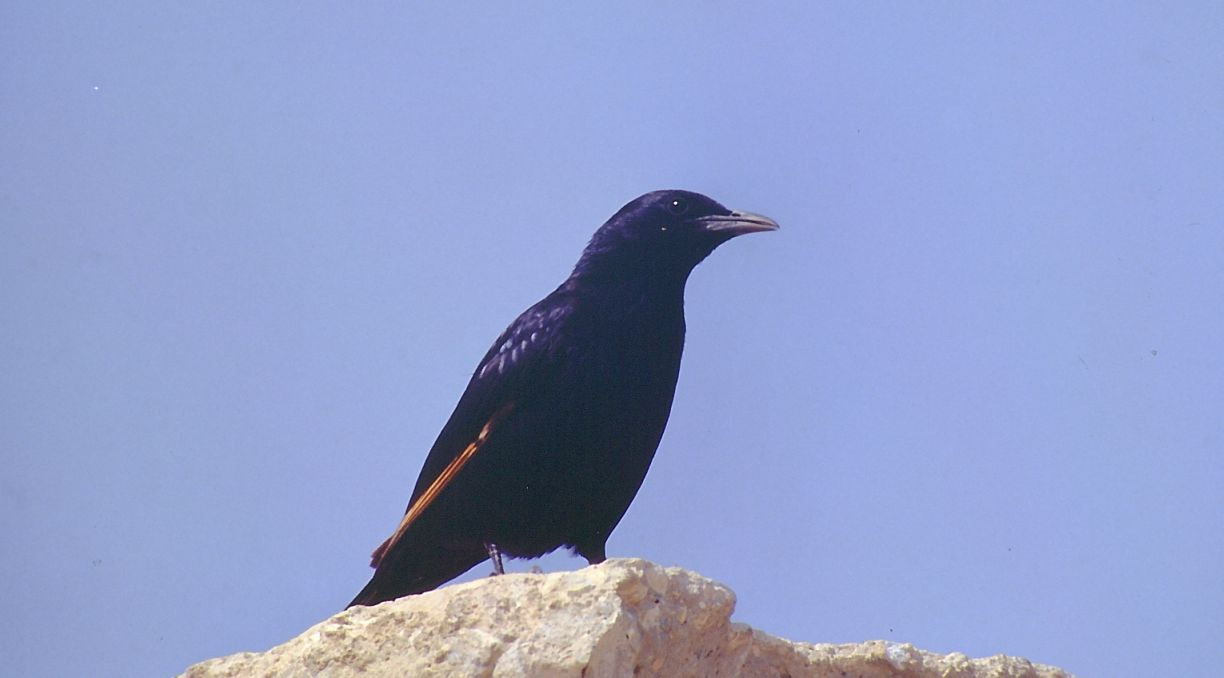
Fuvolázó dalosseregély (Onychognathus tristramii)

Az Onychognathini nemzetségbe 1 nem és 11 faj tartozik.
- Onychognathus (Hartlaub, 1849) – 11 faj
  - vékonycsőrű dalosseregély (Onychognathus tenuirostris)
  - fakószárnyú dalosseregély (Onychognathus nabouroup)
  - rőtszárnyú dalosseregély (Onychognathus morio)
  - Onychognathus neumanni
  - gesztenyebarnaszárnyú dalosseregély (Onychognathus fulgidus)
  - Waller-dalosseregély (Onychognathus walleri)
  - fuvolázó dalosseregély vagy jerikói dalosseregély  (Onychognathus tristramii)
  - fehércsőrű dalosseregély (Onychognathus albirostris)
  - sisakos dalosseregély (Onychognathus salvadorii)
  - szomáliai dalosseregély (Onychognathus blythii)
  - socotrai dalosseregély (Onychognathus frater)

#### Lamprotornini nemzetség

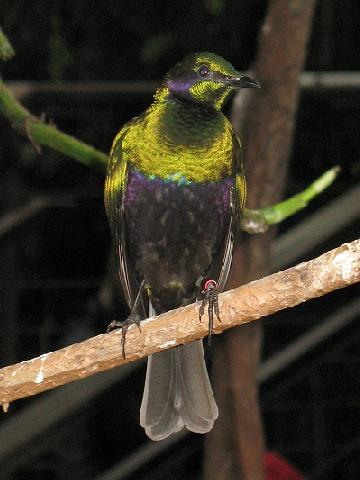
Schiller-fényseregély (Coccycolius iris)

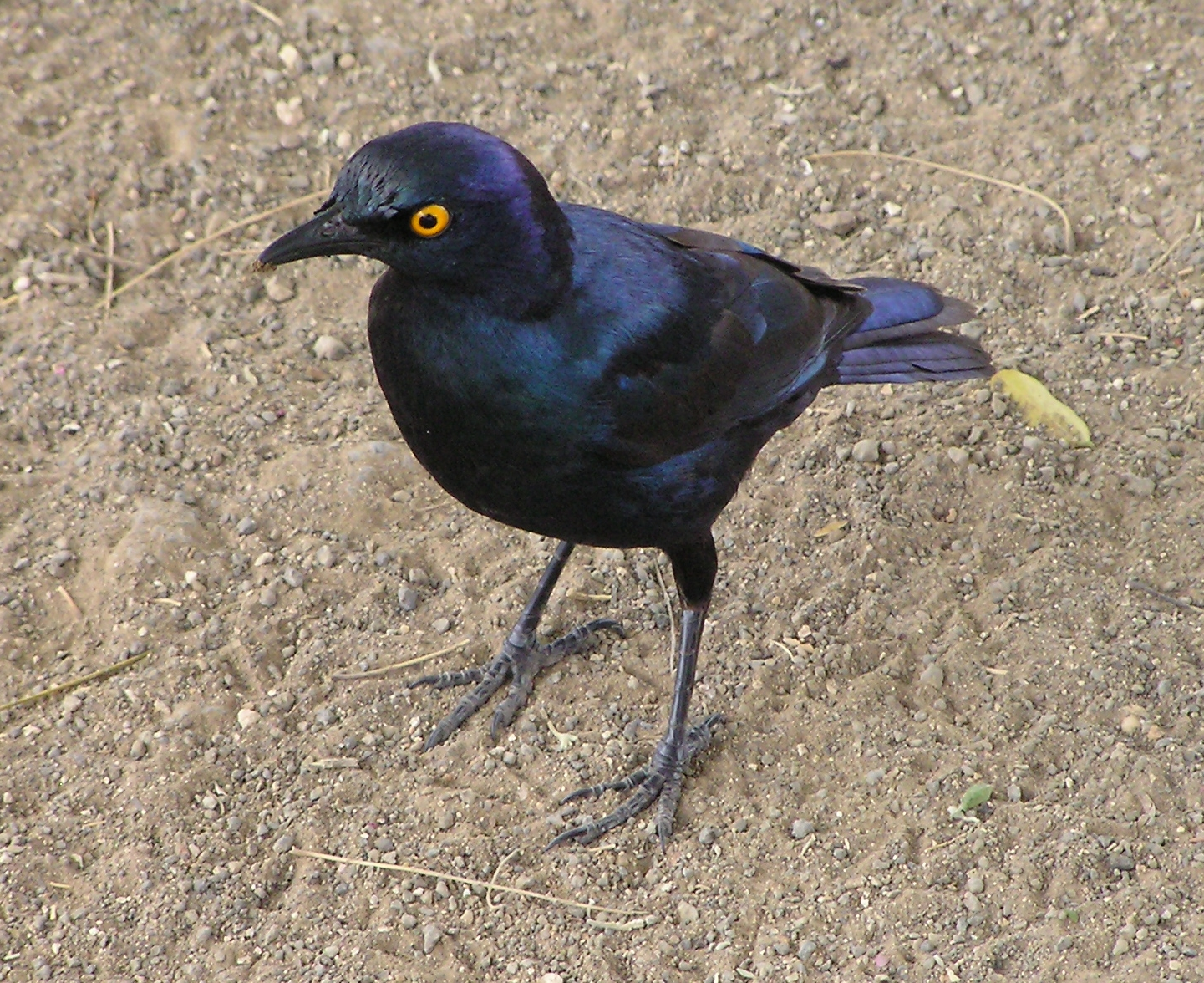
Vörösvállú fényseregély (Lamprotornis nitens)

Az afrikai fényseregélyeket magában foglaló Lamprotornini nemzetségbe 12 nem és 39 faj tartozik.
- Notopholia – 1 faj
  - feketehasú fényseregély (Notopholia corrusca), régebbi nevén (Lamprotornis corruscus)

- Hylopsar – 2 faj
  - selymes fényseregély (Hylopsar purpureiceps), régebbi nevén (Lamprotornis purpureiceps)
  - rézfényű fényseregély (Hylopsar cupreocauda), régebbi nevén (Lamprotornis cupreocauda

- Saroglossa (Hodgson, 1844) – 1 faj
  - márványos seregély (Saroglossa spiloptera)

- Neocichla (Sharpe, 1876) – 1 faj
  - fehérszárnyú fényseregély (Neocichla gutturalis)

- Grafisia (Bates, 1854)  – 1 faj
  - gyűrűs seregély (Grafisia torquata)

- Speculipastor (Reichenow, 1879) – 1 faj
  - tükrös fényseregély (Speculipastor bicolor)

- Pholia – 1 faj
  - rozsdáshasú fényseregély (Pholia sharpii), régebbi nevén (Cinnyricinclus sharpii)

- Poeoptera (Bonaparte, 1854) – 4 faj
  - hegyesfarkú seregély (Poeoptera lugubris)
  - Stuhlmann-seregély (Poeoptera stuhlmanni)
  - Kenrick-seregély (Poeoptera kenricki)
  - Abott-fényseregély (Poeoptera femoralis), régebbi nevén (Cinnyricinclus femoralis)

- Lamprotornis (Temminck, 1820) – 20 faj
  - Hildebrandt-fényseregély (Lamprotornis hildebrandti)
  - Shelley-fényseregély (Lamprotornis shelleyi)
  - óriás-fényseregély (Lamprotornis australis)
  - uszályos fényseregély (Lamprotornis purpuropterus)
  - hosszúfarkú fényseregély (Lamprotornis caudatus)
  - Meves-fényseregély (Lamprotornis mevesii)
  - zöldszárnyú fényseregély (Lamprotornis chloropterus)
  - déli zöldszárnyú fényseregély (Lamprotornis elisabeth)
  - nyílfarkú fényseregély (Lamprotornis acuticaudus)
  - zöldfarkú fényseregély (Lamprotornis chalybaeus)
  - ibolyás fényseregély (Lamprotornis purpureus)
  - vörösvállú fényseregély (Lamprotornis nitens)
  - szenegáli fényseregély (Lamprotornis chalcurus)
  - fehérszemű fényseregély vagy kékfülű fényseregély (Lamprotornis splendidus)
  - hercegi fényseregély (Lamprotornis ornatus)
  - pompás fényseregély (Lamprotornis superbus)
  - vöröshasú fényseregély (Lamprotornis pulcher)

- Spreo (Lesson, 1831) – 3 faj
  - kétszínű fényseregély (Spreo bicolor) vagy Lamprotornis bicolor)
  - Fischer-fényseregély (Spreo fischeri vagy Lamprotornis fischeri)
  - fehérhomlokú fényseregély (Spreo albicapillus) vagy Lamprotornis albicapillus)

- Coccycolius (Oustalet, 1879) – 1 faj
  - Schiller-fényseregély (Coccycolius iris vagy Lamprotornis iris)

- Cosmopsarus (Reichenow, 1879) – 2 faj
  - királycsőricse (Cosmopsarus regius vagy Lamprotornis regius)
  - egyszínű csőricse (Cosmopsarus unicolor vagy Lamprotornis unicolor)

- Cryptopsar – 1 kihalt faj

## Képek

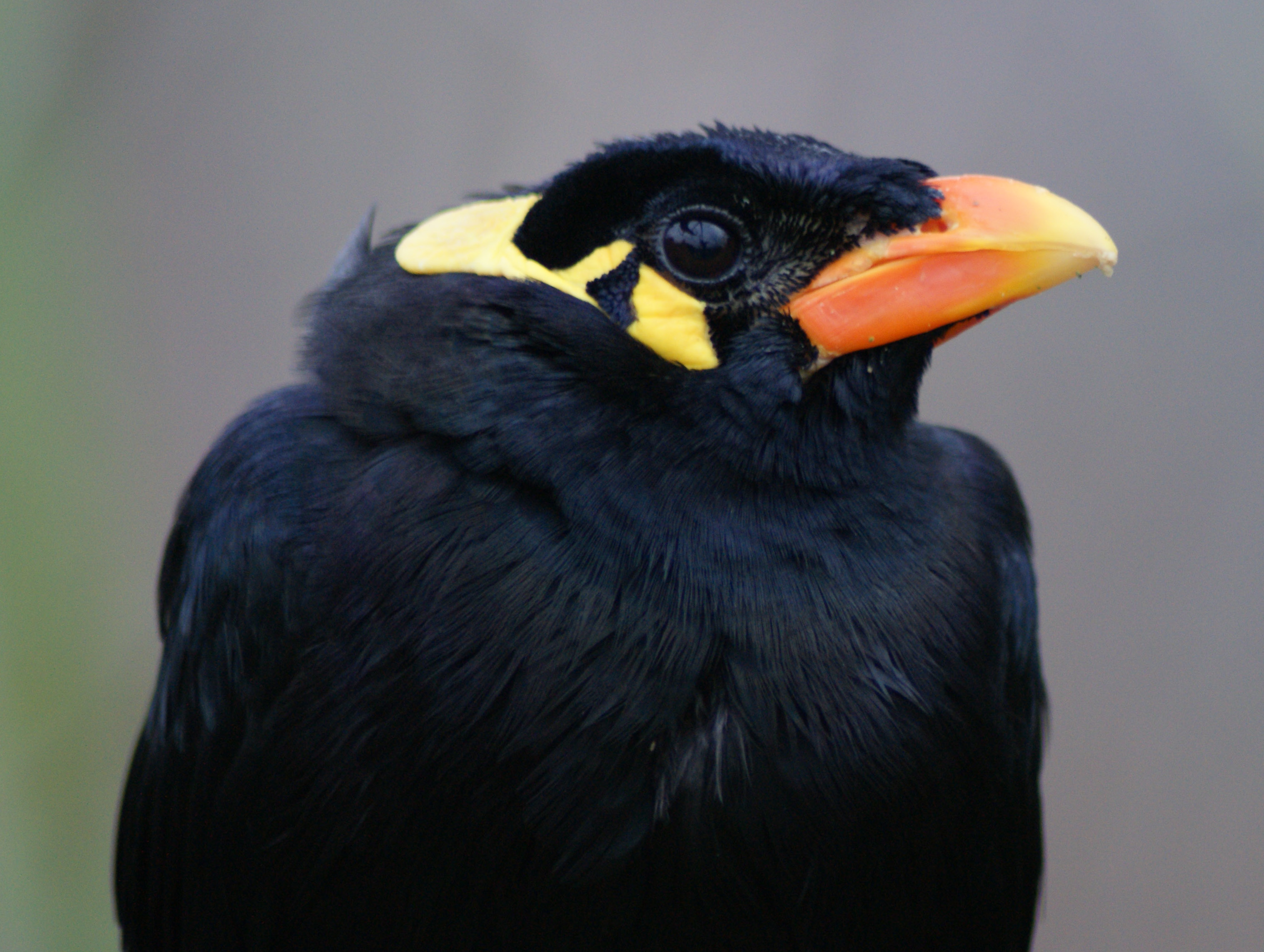
beó (Gracula religiosa)
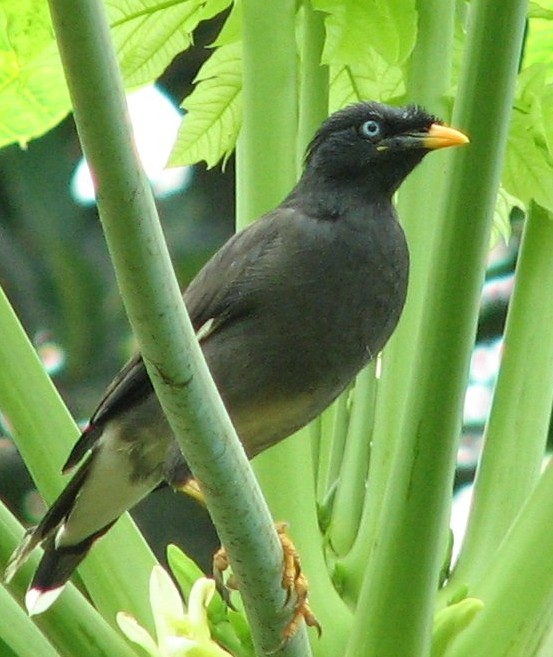
Dzsungel majna (Acridotheres fuscus)
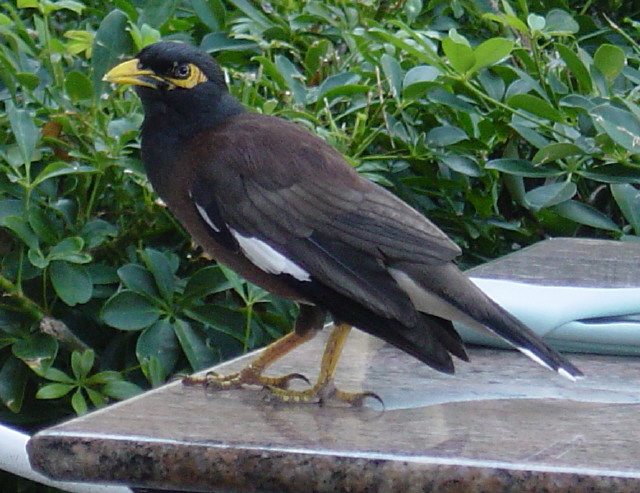
Pásztormejnó (Acridotheres tristis)
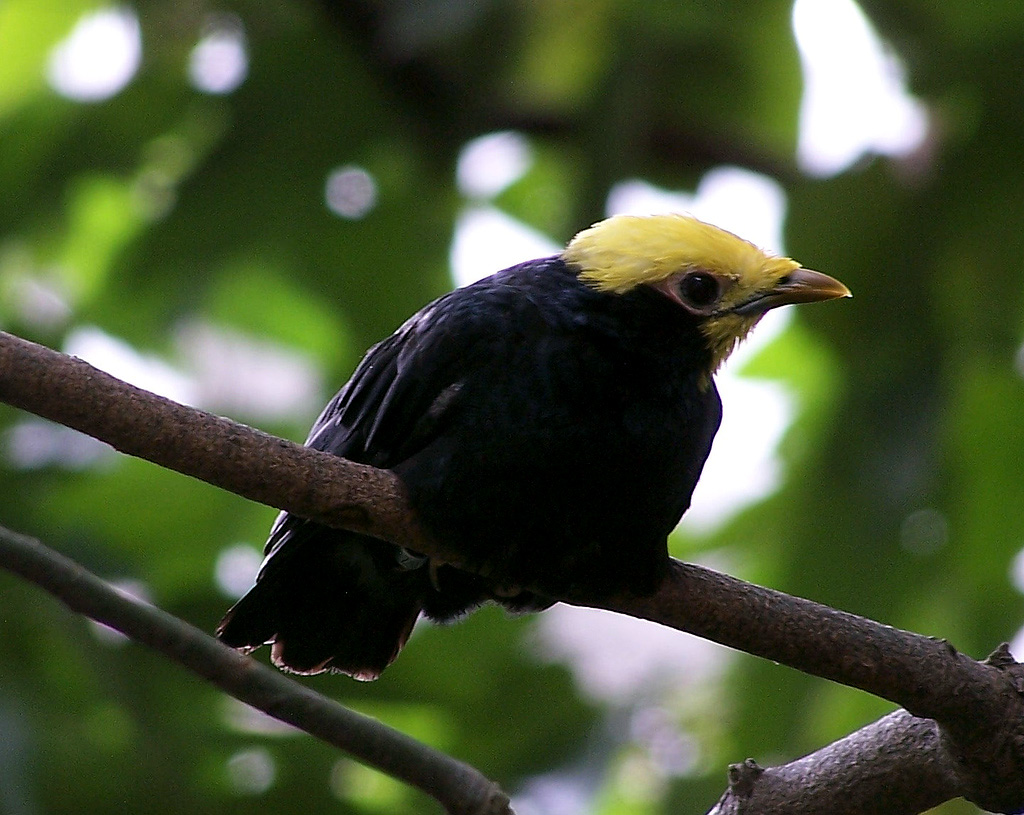
Koronás majna (Ampeliceps coronatus)
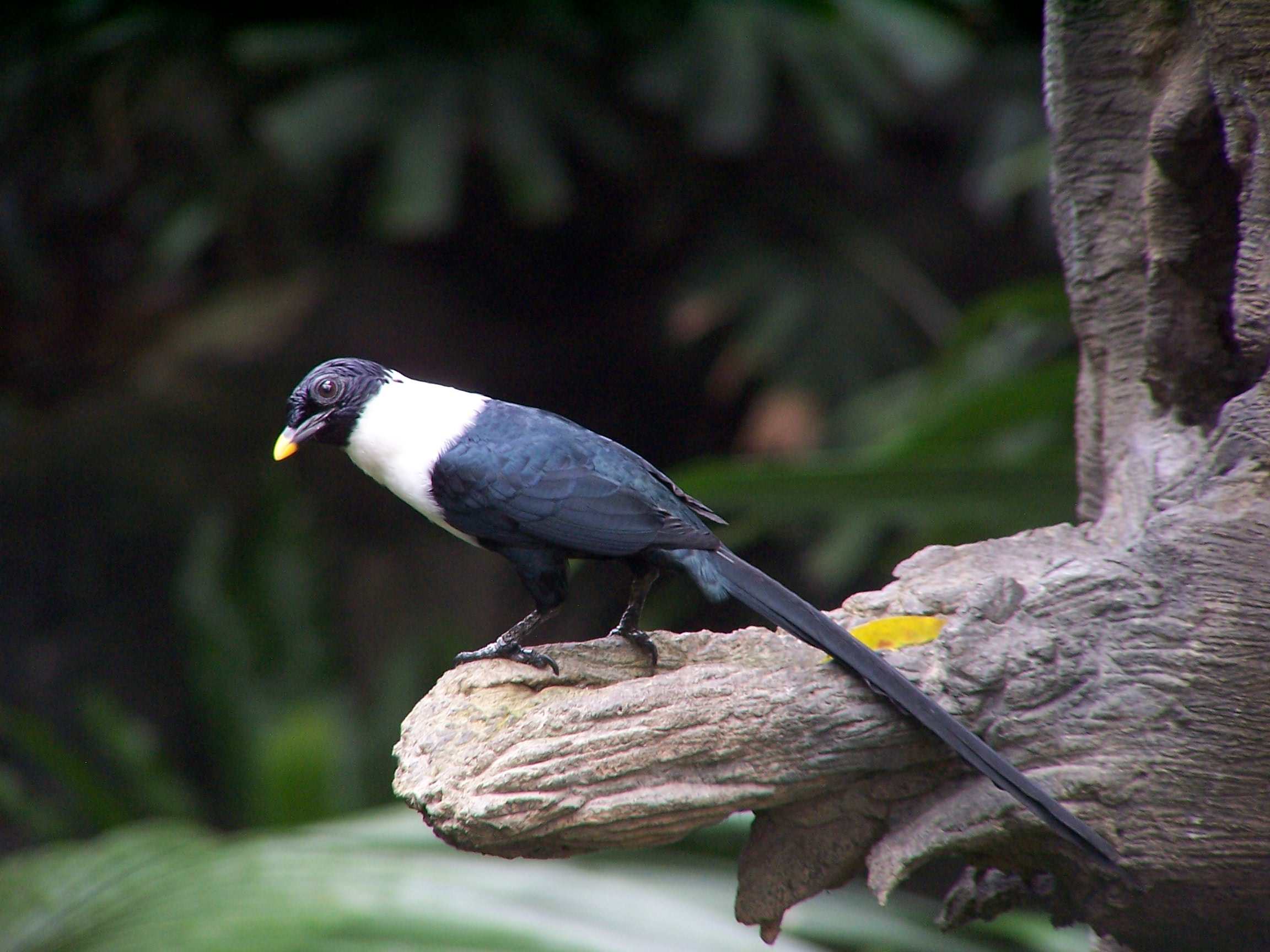
Fehérmellű majna (Streptocitta albicollis)
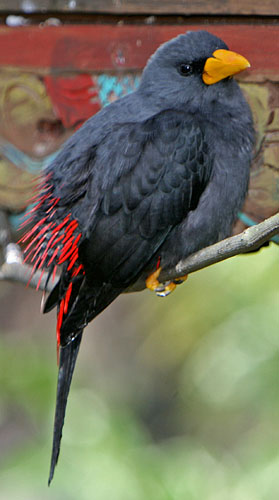
Vastagcsőrű seregély (Scissirostrum dubium)
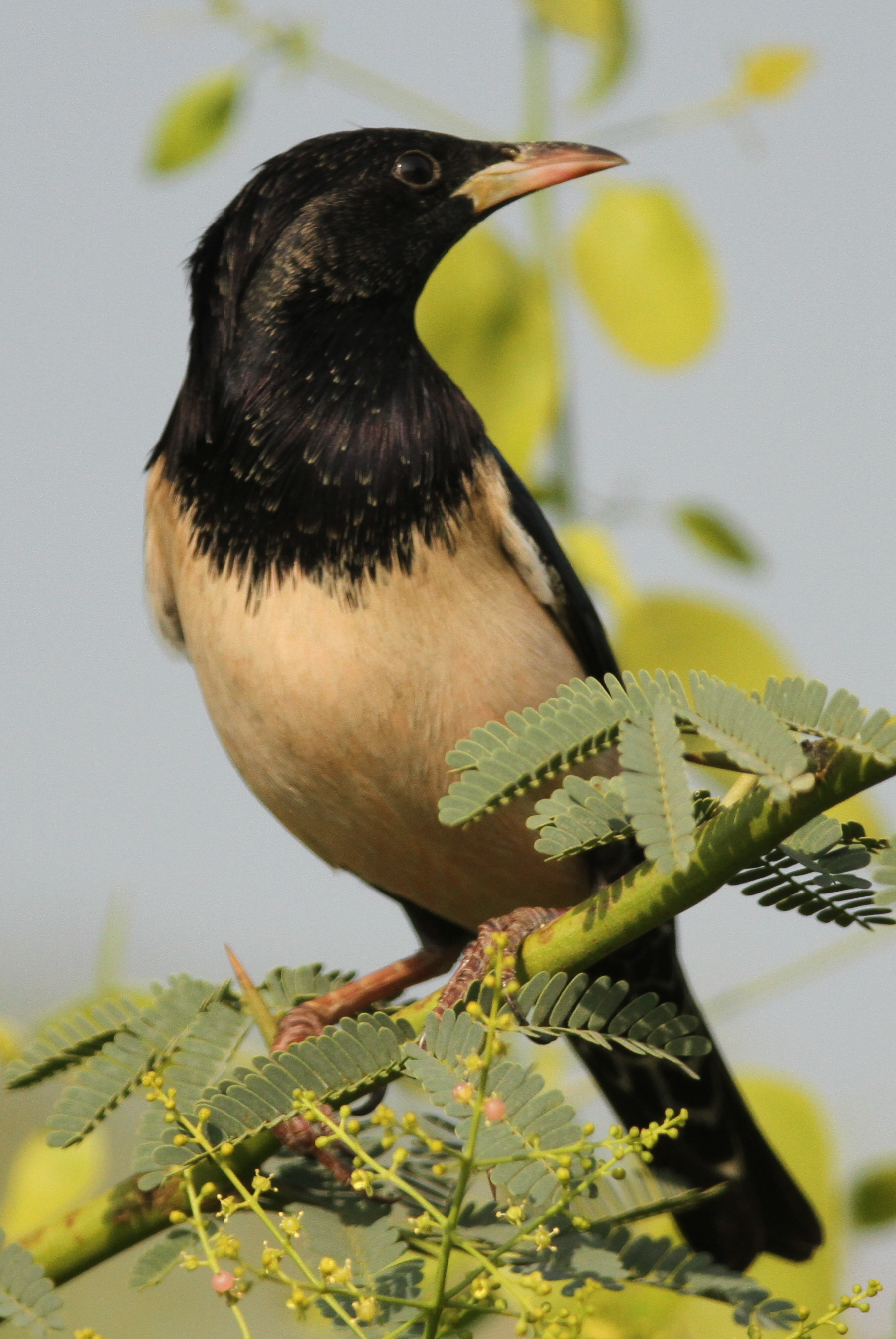
pásztormadár (Pastor roseus)
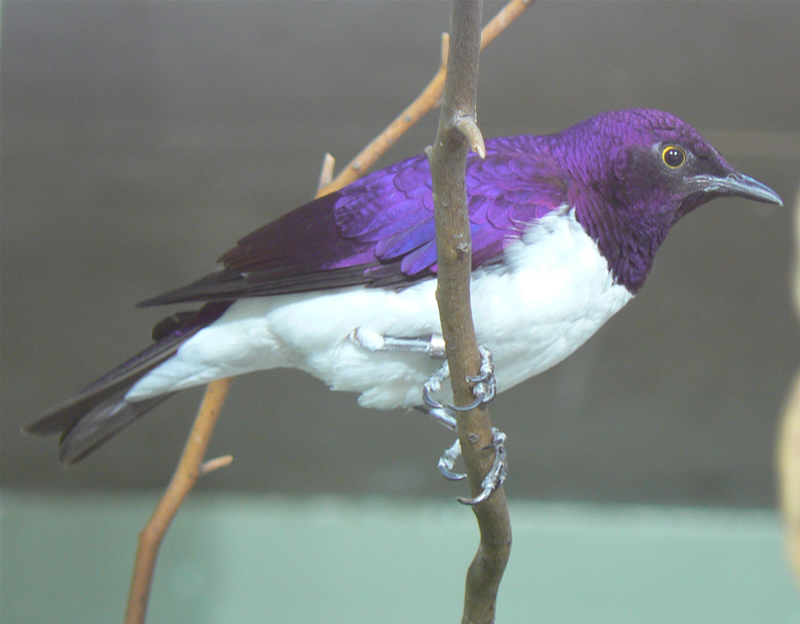
Ametiszt fényseregély (Cinnyricinclus leucogaster)
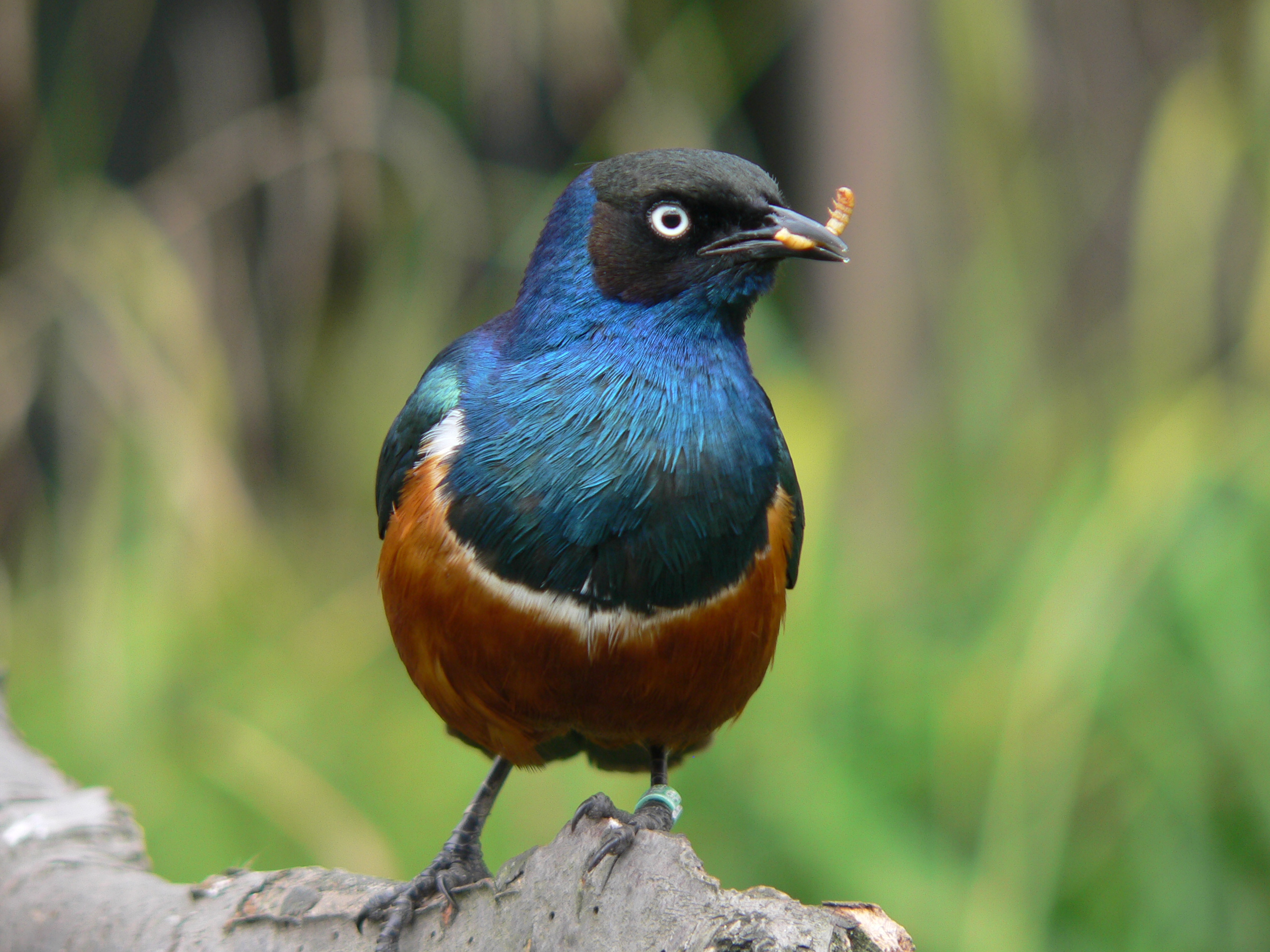
Pompás fényseregély (Lamprotornis superbus)
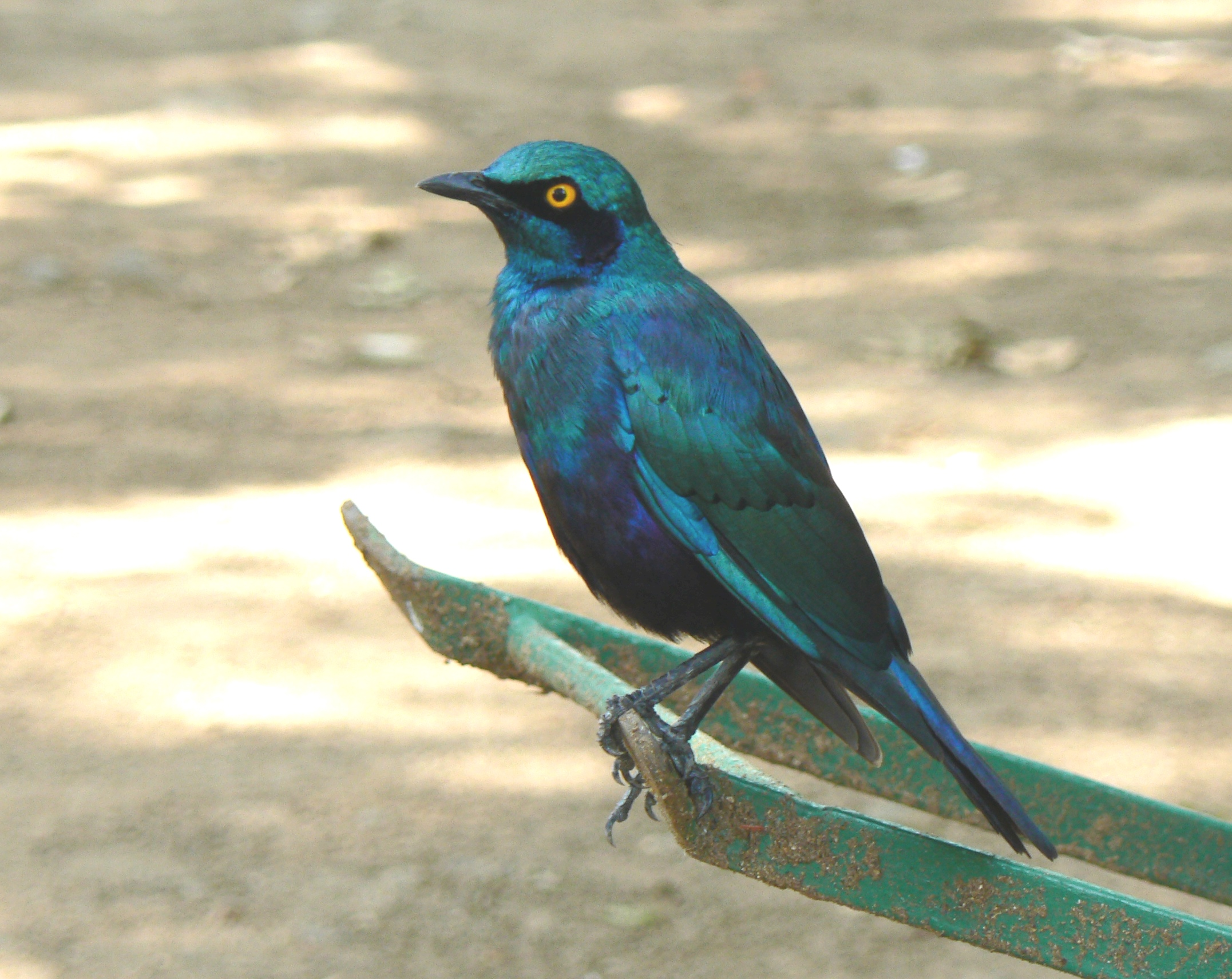
Zöldfarkú fényseregély (Lamprotornis chalybaeus)
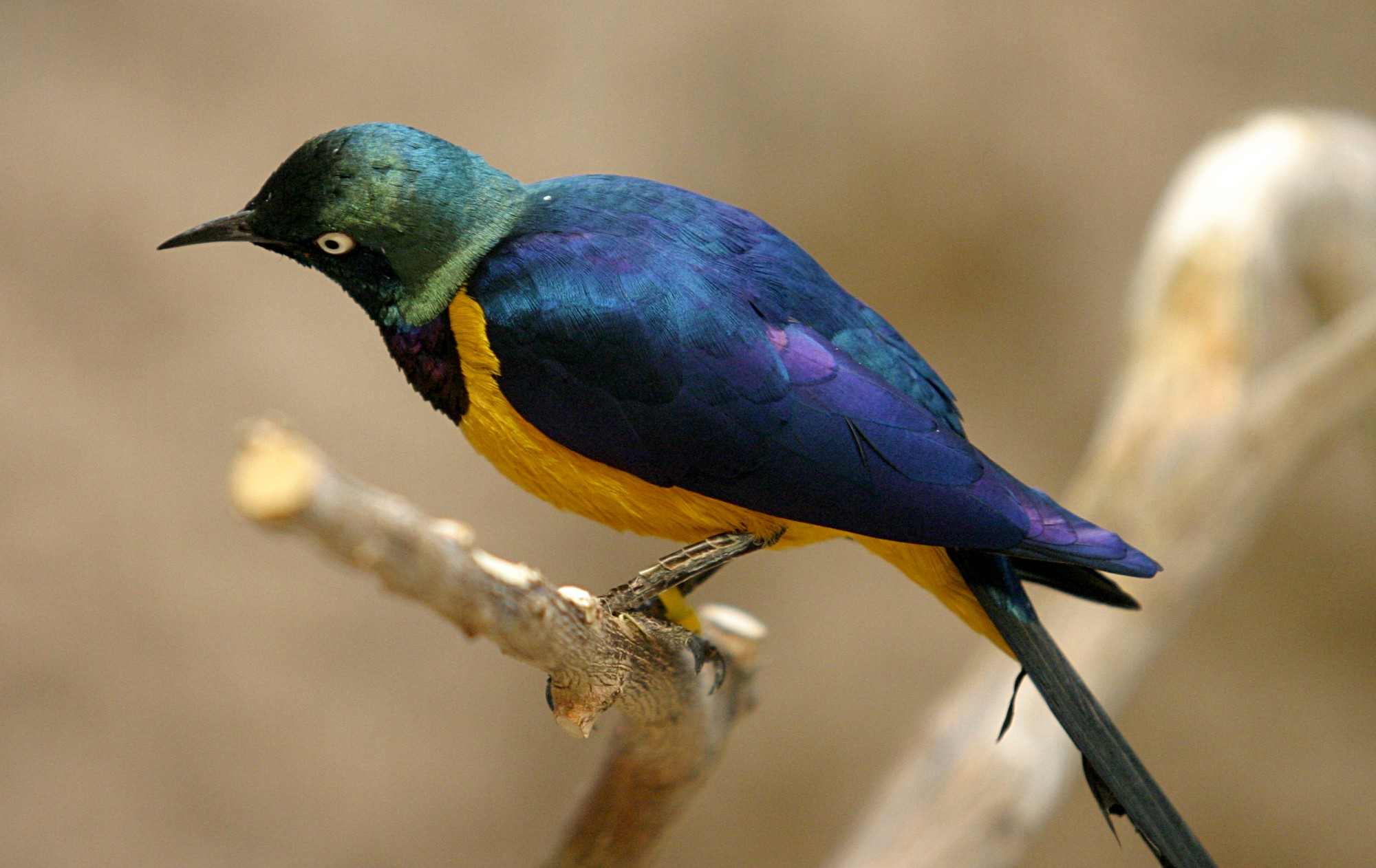
Királycsőricse (Cosmopsarus regius)